# Puchar Polski w piłce siatkowej kobiet (1978/1979)
Puchar Polski w piłce siatkowej kobiet 1978/1979 (Puchar Polski o "Puchar Sportowca") – 23. sezon rozgrywek o siatkarski Puchar Polski, rozgrywany od 1932 roku.

## Klasyfikacja końcowa
| Miejsce | Drużyna                |
| ------- | ---------------------- |
| 1.      | BKS Stal Bielsko-Biała |
| 2.      | Start Łódź             |
| 3.      | Zawisza Sulechów       |
| 4.      | Kolejarz Katowice      |
| 5.      | Płomień Milowice       |
| -       | Polonia Świdnica       |